# 과잉 살해

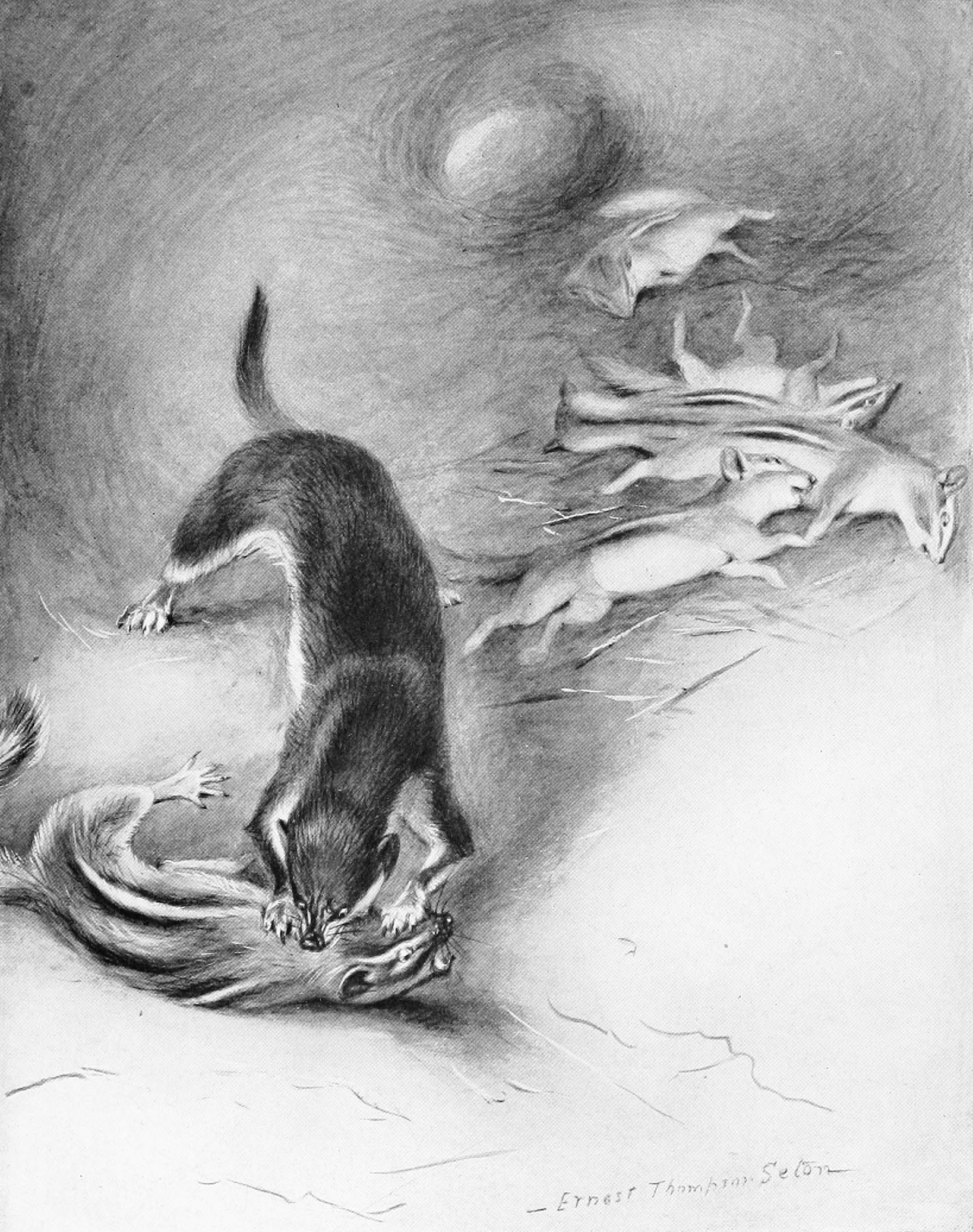
다람쥐를 과잉 살해하는 담비

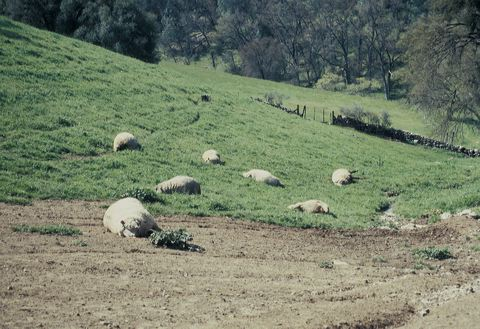
퓨마에게 살해된 양들

과잉 살해(영어: Surplus killing)는 포식자들이 즉시 이용할 수 있는 것보다 더욱 많은 먹이를 죽이는 행동을 의미한다. 그들은 부분적으로 먹이를 저장하거나 포기할 수 있다. 이 동작들은 동물성 플랑크톤, 실잠자리아목의 유충, 응애, 족제비속, 라텔, 늑대, 범고래, 붉은여우, 점박이하이에나, 거미, 큰곰, 스라소니속, 밍크, 개, 고양이, 인간에게서 발견되었다. 이 용어는 아프리카의 하이애나와 영국의 붉은여우를 관찰한 네덜란드의 생물학자 한스 크루크(Hans Kruuk)가 창시하였다.
이것은 아마도 피식자 작용(antipredator adaptation)으로 더욱 성공적인 사냥을 하는 것보다 먹이에 대한 공격성을 높이는 쪽으로 진화한 결과로 보인다.

## 참고 문헌
- Jennifer L. Maupin and Susan Reichert, Superfluous killing in spiders.
- Joseph K. Gaydos, Stephen Raverty,Robin W. Baird, and Richard W. Osborne, SUSPECTED SURPLUS KILLING OF HARBOR SEAL PUPS (PHOCA VITULINA) BY KILLER WHALES (ORCINUS ORCA) 보관됨 2011-09-29 - 웨이백 머신.
- William G. George and Timothy Kimmel, A Slaughter of Mice by Common Crows.
- [깨진 링크]Wolf Trust, Wolf Depredation-Surplus Killing'.
- Wildlife Online: Foxes-Surplus Killing, Why do foxes kill to excess....
- For Wolves: Ralph Maughan Wolf Report, Jackson Trio makes some surplus kills 보관됨 2006-09-07 - 웨이백 머신.
- High Country News, Zachary Smith, Wolf pack wiped out for ‘surplus killing’.
- Victor Van Ballenberghe, Technical Information on Wolf Ecology and Wolf/Prey Relationships.
- Ned Rozell, Far North Grizzlies Develop Taste for Muskoxen.
- Pierre-Yves Daoust, Andrew Boyne, Ted D’Eon, Surplus killing of Roseate Terns and Common Terns by a mink.